# Campeonato Mundial de Voleibol Masculino Sub-19 de 2015
El XIV Campeonato Mundial de Voleibol Masculino Sub-19 de 2015 se celebrara en Argentina del 14 al 23 de agosto de 2015. Organizado por la Federación Internacional de Voleibol. El campeonato se jugó en Argentina, con Sede en Resistencia y una subsede en Corrientes.

## Proceso de clasificación[1][2]
| Confederación | Método de Clasificación                                      | Fecha                       | Lugar                 | Vacantes | Equipo                                       |
| ------------- | ------------------------------------------------------------ | --------------------------- | --------------------- | -------- | -------------------------------------------- |
| FIVB          | Sede                                                         | 30 de octubre de 2014       | Lausana, Suiza        | 1        | Argentina                                    |
| AVC           | Campeonato Asiático de Voleibol Masculino Sub-19 de 2014     | 10-13 de septiembre de 2014 | Colombo, Sri Lanka    | 4        | Irán Japón China China Taipéi                |
| CAVB          | Campeonato Africano de Voleibol Masculino Sub-19 de 2015     | TBA                         | TBA                   | 3        |                                              |
| CEV           | Campeonato Europeo de Voleibol Masculino Sub-19 de 2015      | 4-12 de abril de 2014       | Turquía               | 6        |                                              |
| CSV           | Campeonato Sudamericano de Voleibol Masculino Sub-19 de 2014 | 27-31 de agosto de 2014     | Paipa, Colombia       | 2        | Brasil · Chile                               |
| NORCECA       | Campeonato NORCECA de Voleibol Masculino Sub-19 de 2014      | 12-20 de julio de 2014      | Tulsa, Estados Unidos | 4        | Estados Unidos · Cuba · México · Puerto Rico |

## Equipos participantes
| Grupo A        | Grupo B | Grupo C      | Grupo D     |
| -------------- | ------- | ------------ | ----------- |
| Francia        | Cuba    | Chile        | Japón       |
| Argentina      | Italia  | China Taipéi | Puerto Rico |
| Turquía        | México  | Polonia      | Brasil      |
| Bélgica        | Egipto  | Bulgaria     | Alemania    |
| Estados Unidos | China   | Irán         | Rusia       |

## Primera Fase

### Grupo A

#### Clasificación
| Pos | Equipo         | PJ | PG | PP | SF | SC | DS | PTS |
| --- | -------------- | -- | -- | -- | -- | -- | -- | --- |
| 3   | Estados Unidos | 4  | 4  | 0  | 12 | 5  | +7 | 15  |
| 1   | Argentina      | 4  | 3  | 1  | 9  | 7  | +2 | 11  |
| 2   | Turquía        | 4  | 2  | 2  | 9  | 7  | +2 | 11  |
| 4   | Francia        | 4  | 1  | 3  | 6  | 10 | -4 | 7   |
| 5   | Bélgica        | 4  | 0  | 4  | 5  | 12 | -7 | 5   |

#### Clasificación para la Segunda Fase
| – | Clasificado para los octavos de finsl           |
| – | Clasificado para competir del 17° al 20° lugar. |

#### Resultados
| Fecha    |                | Resultado |                | Set   | Set   | Set   | Set   | Set   | Puntuación Total | Reporte |
| Fecha    | 1              | Resultado | 2              | 3     | 4     | 5     |       |       | Puntuación Total | Reporte |
| -------- | -------------- | --------- | -------------- | ----- | ----- | ----- | ----- | ----- | ---------------- | ------- |
| 14-08-15 | Francia        | 2 - 3     | Argentina      | 25-16 | 23-25 | 27-25 | 27-29 | 12-15 | 114-110          |         |
| 14-08-15 | Estados Unidos | 3 - 2     | Turquía        | 25-18 | 18-25 | 26-24 | 22-25 | 15-13 | 106-105          |         |
| 15-08-15 | Francia        | 0 - 3     | Turquía        | 20-25 | 22-25 | 12-25 | -     | -     | 54-75            |         |
| 15-08-15 | Bélgica        | 2 - 3     | Estados Unidos | 20-25 | 25-17 | 18-25 | 25-21 | 17-19 | 105-107          |         |
| 16-08-15 | Bélgica        | 1 - 3     | Francia        | 22-25 | 25-21 | 22-25 | 19-25 |       | 88-96            |         |
| 16-08-15 | Argentina      | 3 - 1     | Turquía        | 22-25 | 25-18 | 25-18 | 25-17 |       | 97-78            |         |
| 17-08-15 | Estados Unidos | 3 - 1     | Francia        | 26-24 | 25-21 | 23-25 | 25-16 |       | 99-86            |         |
| 17-08-15 | Bélgica        | 1 - 3     | Argentina      | 23-25 | 20-25 | 26-24 | 19-25 | -     | 88-99            |         |
| 18-08-15 | Bélgica        | 1 - 3     | Turquía        | 22-25 | 25-21 | 23-25 | 18-25 |       | 88-96            |         |
| 18-08-15 | Estados Unidos | 3 - 0     | Argentina      | 25-20 | 26-24 | 25-23 | -     | -     | 76-67            |         |

### Grupo B

#### Clasificación
| Pos | Equipo | PJ | PG | PP | SF | SC | DS  | PTS |
| --- | ------ | -- | -- | -- | -- | -- | --- | --- |
| 1   | Italia | 4  | 3  | 1  | 11 | 5  | +6  | 15  |
| 2   | China  | 4  | 3  | 1  | 10 | 5  | +5  | 14  |
| 3   | México | 4  | 2  | 2  | 7  | 7  | 0   | 10  |
| 4   | Cuba   | 4  | 2  | 2  | 7  | 7  | 0   | 10  |
| 5   | Egipto | 4  | 0  | 4  | 1  | 12 | -11 | 1   |

#### Clasificación para la Segunda Fase
| – | Clasificado para los octavos de finsl           |
| – | Clasificado para competir del 17° al 20° lugar. |

#### Resultados
| Fecha    |        | Resultado |        | Set   | Set   | Set   | Set   | Set   | Puntuación Total | Reporte |
| Fecha    | 1      | Resultado | 2      | 3     | 4     | 5     |       |       | Puntuación Total | Reporte |
| -------- | ------ | --------- | ------ | ----- | ----- | ----- | ----- | ----- | ---------------- | ------- |
| 14-08-15 | Cuba   | 0 - 3     | Italia | 17-25 | 17-25 | 16-25 |       |       | 50-75            |         |
| 14-08-15 | México | 3 - 0     | Egipto | 25-22 | 25-20 | 25-22 |       |       | 75-64            |         |
| 15-08-15 | México | 1 - 3     | Italia | 17-25 | 25-21 | 19-25 | 18-25 | -     | 79-96            |         |
| 15-08-15 | China  | 1 - 3     | Cuba   | 15-25 | 22-25 | 25-18 | 22-25 |       | 84-93            |         |
| 16-08-15 | China  | 3 - 0     | México | 26-24 | 25-17 | 25-21 | -     |       | 76-62            |         |
| 16-08-15 | Egipto | 1 - 3     | Italia | 16-25 | 25-20 | 12-25 | 19:25 |       | 72-95            |         |
| 17-08-15 | China  | 3 - 0     | Egipto | 26-24 | 27-25 | 25-15 |       |       | 78-64            |         |
| 17-08-15 | Cuba   | 1 - 3     | México | 25-27 | 20-25 | 26-24 | 22-25 | -     | 93-101           |         |
| 18-08-15 | Cuba   | 3 - 0     | Egipto | 25-19 | 25-20 | 25-13 |       |       | 75-52            |         |
| 18-08-15 | China  | 3 - 2     | Italia | 26-24 | 22-25 | 22-25 | 25-15 | 16-14 | 111-103          |         |

### Grupo C

#### Clasificación
| Pos | Equipo       | PJ | PG | PP | SF | SC | DS  | PTS |
| --- | ------------ | -- | -- | -- | -- | -- | --- | --- |
| 1   | Polonia      | 4  | 4  | 0  | 12 | 2  | +10 | 18  |
| 2   | Irán         | 4  | 3  | 1  | 10 | 4  | +6  | 15  |
| 3   | Bulgaria     | 4  | 2  | 2  | 8  | 8  | 0   | 10  |
| 4   | Chile        | 4  | 1  | 3  | 3  | 11 | -8  | 3   |
| 5   | China Taipéi | 4  | 0  | 4  | 4  | 12 | -8  | 2   |

#### Clasificación para la Segunda Fase
| – | Clasificado para los octavos de finsl           |
| – | Clasificado para competir del 17° al 20° lugar. |

#### Resultados
| Fecha    |              | Resultado |              | Set   | Set   | Set   | Set   | Set   | Puntuación Total | Reporte |
| Fecha    | 1            | Resultado | 2            | 3     | 4     | 5     |       |       | Puntuación Total | Reporte |
| -------- | ------------ | --------- | ------------ | ----- | ----- | ----- | ----- | ----- | ---------------- | ------- |
| 14-08-15 | Chile        | 3 - 2     | China Taipéi | 22-25 | 25-22 | 23-25 | 25:19 | 16:14 | 111-105          |         |
| 14-08-15 | Polonia      | 3 - 1     | Bulgaria     | 25-18 | 23-25 | 25-23 | 25-22 |       | 98-88            |         |
| 15-08-15 | Chile        | 0 - 3     | Bulgaria     | 19-25 | 15-25 | 22-25 | -     | -     | 56-75            |         |
| 15-08-15 | Irán         | 1 - 3     | Polonia      | 25-20 | 24-26 | 18-25 | 15-25 |       | 82-96            |         |
| 16-08-15 | China Taipéi | 2 - 3     | Bulgaria     | 25-23 | 25-16 | 19-25 | 26-28 | 11-15 | 106-107          |         |
| 16-08-15 | Iran         | 3 - 0     | Chile        | 25-11 | 25-14 | 25-21 |       |       | 75-46            |         |
| 17-08-15 | Polonia      | 3 - 0     | Chile        | 25-14 | 25-19 | 25-23 | -     |       | 75-56            |         |
| 17-08-15 | Irán         | 3 - 0     | China Taipéi | 25-15 | 25-16 | 25-16 | -     | -     | 75-47            |         |
| 18-08-15 | Iran         | 3 - 1     | Bulgaria     | 25-20 | 25-14 | 26-28 | 25-14 |       | 101-76           |         |
| 18-08-15 | Polonia      | 3 - 0     | China Taipéi | 25-21 | 25-20 | 25-17 | -     | -     | 75-58            |         |

### Grupo D

#### Clasificación
| Pos | Equipo      | PJ | PG | PP | SF | SC | DS  | PTS |
| --- | ----------- | -- | -- | -- | -- | -- | --- | --- |
| 2   | Brasil      | 4  | 4  | 0  | 12 | 3  | +9  | 17  |
| 1   | Rusia       | 4  | 3  | 1  | 10 | 3  | +7  | 16  |
| 3   | Alemania    | 4  | 2  | 2  | 8  | 8  | 0   | 10  |
| 4   | Japón       | 4  | 1  | 3  | 5  | 11 | -6  | 5   |
| 5   | Puerto Rico | 4  | 0  | 4  | 2  | 12 | -10 | 2   |

#### Clasificación para la Segunda Fase
| – | Clasificado para los octavos de finsl           |
| – | Clasificado para competir del 17° al 20° lugar. |

#### Resultados
| Fecha    |             | Resultado |             | Set   | Set   | Set   | Set   | Set   | Puntuación Total | Reporte |
| Fecha    | 1           | Resultado | 2           | 3     | 4     | 5     |       |       | Puntuación Total | Reporte |
| -------- | ----------- | --------- | ----------- | ----- | ----- | ----- | ----- | ----- | ---------------- | ------- |
| 14-08-15 | Japón       | 3 - 2     | Puerto Rico | 25-16 | 23-25 | 18-25 | 25-18 | 15-10 | 106-94           |         |
| 14-08-15 | Brasil      | 3 - 2     | Alemania    | 20-25 | 25-20 | 20-25 | 25-20 | 15-9  | 105-99           |         |
| 15-08-15 | Japón       | 2 - 3     | Alemania    | 25-23 | 24-26 | 24-26 | 25-18 | 9-15  | 107-108          |         |
| 15-08-15 | Rusia       | 1 - 3     | Brasil      | 25-22 | 21-25 | 19-25 | 23-25 |       | 88-97            |         |
| 16-08-15 | Rusia       | 3 - 0     | Japón       | 25-20 | 25-16 | 25-17 | -     |       | 75-53            |         |
| 16-08-15 | Puerto Rico | 0 - 3     | Alemania    | 18-25 | 27-29 | 17-25 |       |       | 62-79            |         |
| 17-08-15 | Rusia       | 3 - 0     | Puerto Rico | 25-15 | 25-20 | 25-23 | -     |       | 75-58            |         |
| 17-08-15 | Brasil      | 3 - 0     | Japón       | 25-18 | 25-21 | 25-17 | -     | -     | 75-56            |         |
| 18-08-15 | Rusia       | 3 - 0     | Alemania    | 25-22 | 25-14 | 33-31 |       |       | 83-67            |         |
| 18-08-15 | Brasil      | 3 - 0     | Puerto Rico | 25-14 | 25-14 | 25-15 | -     | -     | 75-43            |         |

## Fase final

### Definición puestos 17°-20°
| Fecha    |              | Resultado |             | Set   | Set   | Set   | Set   | Set   | Puntuación Total | Reporte |
| Fecha    | 1            | Resultado | 2           | 3     | 4     | 5     |       |       | Puntuación Total | Reporte |
| -------- | ------------ | --------- | ----------- | ----- | ----- | ----- | ----- | ----- | ---------------- | ------- |
| 19-08-15 | China Taipéi | 3 - 2     | Puerto Rico | 24-26 | 32-34 | 25-20 | 25-17 | 16-14 | 122-111          |         |
| 19-08-15 | Bélgica      | 3 - 0     | Egipto      | 28-26 | 25-21 | 25-19 |       |       | 78-66            |         |

### Décimo noveno puesto
| Fecha    |             | Resultado |        | Set   | Set   | Set   | Set | Set | Puntuación Total | Reporte |
| Fecha    | 1           | Resultado | 2      | 3     | 4     | 5     |     |     | Puntuación Total | Reporte |
| -------- | ----------- | --------- | ------ | ----- | ----- | ----- | --- | --- | ---------------- | ------- |
| 19-08-15 | Puerto Rico | 3 - 0     | Egipto | 25-22 | 25-21 | 25-15 |     |     | 75-58            |         |

### Décimo séptimo puesto
| Fecha    |              | Resultado |         | Set   | Set  | Set   | Set | Set | Puntuación Total | Reporte |
| Fecha    | 1            | Resultado | 2       | 3     | 4    | 5     |     |     | Puntuación Total | Reporte |
| -------- | ------------ | --------- | ------- | ----- | ---- | ----- | --- | --- | ---------------- | ------- |
| 19-08-15 | China Taipéi | 0 - 3     | Bélgica | 11-25 | 9-25 | 22-25 |     |     | 42-75            |         |

|  | Octavos de final  | Octavos de final  |                |           | Cuartos de final | Cuartos de final |  |         | Semifinales      | Semifinales      |       |              | Final            | Final            |  |
|  | 18 y 19 de agosto | 18 y 19 de agosto |                |           | 21 de agosto     | 21 de agosto     |  |         | 20 de septiembre | 20 de septiembre |       |              | 21 de septiembre | 21 de septiembre |  |
|  |                   |                   |                |           |                  |                  |  |         |                  |                  |       |              |                  |                  |  |
|  |                   |                   |                |           |                  |                  |  |         |                  |                  |       |              |                  |                  |  |
|  | Rusia             | 3                 |                |           |                  |                  |  |         |                  |                  |       |              |                  |                  |  |
|  | Rusia             | 3                 |                |           |                  |                  |  |         |                  |                  |       |              |                  |                  |  |
|  | Bulgaria          | 1                 |                |           |                  |                  |  |         |                  |                  |       |              |                  |                  |  |
|  | Bulgaria          | 1                 |                | Rusia     | 3                |                  |  |         |                  |                  |       |              |                  |                  |  |
|  |                   |                   |                | Rusia     | 3                |                  |  |         |                  |                  |       |              |                  |                  |  |
|  |                   |                   | Estados Unidos | 0         |                  |                  |  |         |                  |                  |       |              |                  |                  |  |
|  | Estados Unidos    | 3                 | Estados Unidos | 0         |                  |                  |  |         |                  |                  |       |              |                  |                  |  |
|  | Estados Unidos    | 3                 |                |           |                  |                  |  |         |                  |                  |       |              |                  |                  |  |
|  | México            | 0                 |                |           |                  |                  |  |         |                  |                  |       |              |                  |                  |  |
|  | México            | 0                 |                |           |                  |                  |  | Rusia   | 2                |                  |       |              |                  |                  |  |
|  |                   |                   |                |           |                  |                  |  | Rusia   | 2                |                  |       |              |                  |                  |  |
|  |                   |                   | Argentina      | 3         |                  |                  |  |         |                  |                  |       |              |                  |                  |  |
|  | Argentina         | 3                 | Argentina      | 3         |                  |                  |  |         |                  |                  |       |              |                  |                  |  |
|  | Argentina         | 3                 |                |           |                  |                  |  |         |                  |                  |       |              |                  |                  |  |
|  | Cuba              | 0                 |                |           |                  |                  |  |         |                  |                  |       |              |                  |                  |  |
|  | Cuba              | 0                 |                | Argentina | 3                |                  |  |         |                  |                  |       |              |                  |                  |  |
|  |                   |                   |                | Argentina | 3                |                  |  |         |                  |                  |       |              |                  |                  |  |
|  |                   |                   | Brasil         | 1         |                  |                  |  |         |                  |                  |       |              |                  |                  |  |
|  | Brasil            | 3                 | Brasil         | 1         |                  |                  |  |         |                  |                  |       |              |                  |                  |  |
|  | Brasil            | 3                 |                |           |                  |                  |  |         |                  |                  |       |              |                  |                  |  |
|  | Chile             | 0                 |                |           |                  |                  |  |         |                  |                  |       |              |                  |                  |  |
|  | Chile             | 0                 |                |           |                  |                  |  |         |                  |                  |       | Argentina    | 2                |                  |  |
|  |                   |                   |                |           |                  |                  |  |         |                  |                  |       | Argentina    | 2                |                  |  |
|  |                   |                   | Polonia        | 3         |                  |                  |  |         |                  |                  |       |              |                  |                  |  |
|  | China             | 3                 | Polonia        | 3         |                  |                  |  |         |                  |                  |       |              |                  |                  |  |
|  | China             | 3                 |                |           |                  |                  |  |         |                  |                  |       |              |                  |                  |  |
|  | Turquía           | 0                 |                |           |                  |                  |  |         |                  |                  |       |              |                  |                  |  |
|  | Turquía           | 0                 |                | China     | 0                |                  |  |         |                  |                  |       |              |                  |                  |  |
|  |                   |                   |                | China     | 0                |                  |  |         |                  |                  |       |              |                  |                  |  |
|  |                   |                   | Polonia        | 3         |                  |                  |  |         |                  |                  |       |              |                  |                  |  |
|  | Polonia           | 3                 | Polonia        | 3         |                  |                  |  |         |                  |                  |       |              |                  |                  |  |
|  | Polonia           | 3                 |                |           |                  |                  |  |         |                  |                  |       |              |                  |                  |  |
|  | Japón             | 1                 |                |           |                  |                  |  |         |                  |                  |       |              |                  |                  |  |
|  | Japón             | 1                 |                |           |                  |                  |  | Polonia | 3                |                  |       |              |                  |                  |  |
|  |                   |                   |                |           |                  |                  |  | Polonia | 3                |                  |       |              |                  |                  |  |
|  |                   |                   | Irán           | 1         |                  |                  |  |         |                  |                  |       |              |                  |                  |  |
|  | Italia            | 3                 | Irán           | 1         |                  |                  |  |         |                  |                  |       |              |                  |                  |  |
|  | Italia            | 3                 |                |           |                  |                  |  |         |                  |                  |       |              |                  |                  |  |
|  | Francia           | 2                 |                |           |                  |                  |  |         |                  |                  |       |              |                  |                  |  |
|  | Francia           | 2                 |                | Italia    | 2                |                  |  |         |                  |                  |       | Tercer lugar | Tercer lugar     |                  |  |
|  |                   |                   |                | Italia    | 2                |                  |  |         |                  |                  |       | Tercer lugar | Tercer lugar     |                  |  |
|  |                   |                   | Irán           | 3         |                  |                  |  |         |                  |                  |       |              |                  |                  |  |
|  | Irán              | 3                 | Irán           | 3         |                  |                  |  |         |                  |                  | Rusia | 1            |                  |                  |  |
|  | Irán              | 3                 |                |           |                  |                  |  |         |                  |                  | Rusia | 1            |                  |                  |  |
|  | Alemania          | 0                 |                |           |                  |                  |  |         |                  |                  |       |              | Irán             | 3                |  |
|  | Alemania          | 0                 |                |           |                  |                  |  |         |                  |                  |       |              | Irán             | 3                |  |
|  |                   |                   |                |           |                  |                  |  |         |                  |                  |       |              |                  |                  |  |

### Octavos de final
| Fecha    |                | Resultado |          | Set     | Set     | Set     | Set   | Set   | Puntuación Total | Reporte |
| Fecha    | 1              | Resultado | 2        | 3       | 4       | 5       |       |       | Puntuación Total | Reporte |
| -------- | -------------- | --------- | -------- | ------- | ------- | ------- | ----- | ----- | ---------------- | ------- |
| 19-08-15 | Italia         | 3 - 2     | Francia  | 25-15   | 19-25   | 21-25   | 25-21 | 15-11 | 105-97           |         |
| 19-08-15 | Iran           | 3 - 0     | Alemania | 25-14   | 25-18   | 25-22   |       |       | 75-54            |         |
| 19-08-15 | Polonia        | 3 - 1     | Japón    | 20-25   | 25-15   | 25-11   | 25-13 |       | 95-64            |         |
| 19-08-15 | China          | 3 - 0     | Turquía  | 25-19   | 25-22   | 25-20   |       |       | 75-61            |         |
| 19-08-15 | Estados Unidos | 3 - 0     | México   | 25 - 18 | 25 - 16 | 25 - 22 |       |       | 75 - 56          |         |
| 19-08-15 | Brasil         | 3 - 0     | Chile    | 25-16   | 25-16   | 25-17   |       |       | 75 - 49          |         |
| 19-08-15 | Rusia          | 3 - 1     | Bulgaria | 25-20   | 25-19   | 23-25   | 25-17 |       | 98-81            |         |
| 19-08-15 | Argentina      | 3 - 0     | Cuba     | 26-24   | 25-20   | 25-19   |       |       | 76-63            |         |

### Definición puestos 9°-16°
| Fecha    |          | Resultado |          | Set   | Set   | Set   | Set   | Set   | Puntuación Total | Reporte |
| Fecha    | 1        | Resultado | 2        | 3     | 4     | 5     |       |       | Puntuación Total | Reporte |
| -------- | -------- | --------- | -------- | ----- | ----- | ----- | ----- | ----- | ---------------- | ------- |
| 21-08-15 | Bulgaria | 3 - 0     | México   | 25-19 | 25-18 | 25-23 |       |       | 75-60            |         |
| 21-08-15 | Chile    | 0 - 3     | Cuba     | 17-25 | 14-25 | 23-25 |       |       | 54-75            |         |
| 21-08-15 | Turquía  | 3 - 1     | Japón    | 25-21 | 25-22 | 16-25 | 25-19 |       | 91-87            |         |
| 21-08-15 | Francia  | 3 - 2     | Alemania | 22-25 | 25-23 | 15-25 | 25-22 | 15-13 | 102-108          |         |

### Definición puestos 13°-16°
| Fecha    |          | Resultado |        | Set   | Set   | Set   | Set   | Set   | Puntuación Total | Reporte |
| Fecha    | 1        | Resultado | 2      | 3     | 4     | 5     |       |       | Puntuación Total | Reporte |
| -------- | -------- | --------- | ------ | ----- | ----- | ----- | ----- | ----- | ---------------- | ------- |
| 22-08-15 | Chile    | 2 - 3     | México | 25-23 | 25-16 | 23-25 | 14-25 | 12-15 | 99-104           |         |
| 22-08-15 | Alemania | 3 - 0     | Japón  | 25-16 | 25-21 | 28-26 |       |       | 78-63            |         |

### Definición puestos 9°-12°
| Fecha    |         | Resultado |          | Set   | Set   | Set    | Set   | Set   | Puntuación Total | Reporte |
| Fecha    | 1       | Resultado | 2        | 3     | 4     | 5      |       |       | Puntuación Total | Reporte |
| -------- | ------- | --------- | -------- | ----- | ----- | ------ | ----- | ----- | ---------------- | ------- |
| 22-08-15 | Cuba    | 3 - 2     | Bulgaria | 16-25 | 21-25 | 25- 20 | 28-26 | 15-12 | 105-108          |         |
| 22-08-15 | Francia | 2 - 3     | Turquía  | 16-25 | 25-21 | 25-21  | 22-25 | 12-15 | 100-107          |         |

### Décimo Quinto Puesto
| Fecha    |       | Resultado |       | Set   | Set   | Set   | Set | Set | Puntuación Total | Reporte |
| Fecha    | 1     | Resultado | 2     | 3     | 4     | 5     |     |     | Puntuación Total | Reporte |
| -------- | ----- | --------- | ----- | ----- | ----- | ----- | --- | --- | ---------------- | ------- |
| 23-08-15 | Japón | 3 - 0     | Chile | 25-22 | 25-23 | 25-19 |     |     | 75-64            |         |

### Décimo Tercer Puesto
| Fecha    |          | Resultado |        | Set   | Set   | Set   | Set   | Set | Puntuación Total | Reporte |
| Fecha    | 1        | Resultado | 2      | 3     | 4     | 5     |       |     | Puntuación Total | Reporte |
| -------- | -------- | --------- | ------ | ----- | ----- | ----- | ----- | --- | ---------------- | ------- |
| 23-08-15 | Alemania | 3 - 1     | México | 26-28 | 25-18 | 25-15 | 25-20 |     | 101-81           |         |

### Undécimo Puesto
| Fecha    |         | Resultado |          | Set   | Set   | Set   | Set   | Set   | Puntuación Total | Reporte |
| Fecha    | 1       | Resultado | 2        | 3     | 4     | 5     |       |       | Puntuación Total | Reporte |
| -------- | ------- | --------- | -------- | ----- | ----- | ----- | ----- | ----- | ---------------- | ------- |
| 23-08-15 | Francia | 3 - 2     | Bulgaria | 29-27 | 23-25 | 25-20 | 20-25 | 15-11 | 112-108          |         |

### Noveno Puesto
| Fecha    |      | Resultado |         | Set   | Set   | Set   | Set | Set | Puntuación Total | Reporte |
| Fecha    | 1    | Resultado | 2       | 3     | 4     | 5     |     |     | Puntuación Total | Reporte |
| -------- | ---- | --------- | ------- | ----- | ----- | ----- | --- | --- | ---------------- | ------- |
| 23-08-15 | Cuba | 0 - 3     | Turquía | 11-25 | 33-35 | 24-26 |     |     | 68-86            |         |

### Cuartos de final
| Fecha    |        | Resultado |                | Set   | Set   | Set   | Set   | Set   | Puntuación Total | Reporte |
| Fecha    | 1      | Resultado | 2              | 3     | 4     | 5     |       |       | Puntuación Total | Reporte |
| -------- | ------ | --------- | -------------- | ----- | ----- | ----- | ----- | ----- | ---------------- | ------- |
| 21-08-15 | Rusia  | 3 - 0     | Estados Unidos | 25-22 | 25-20 | 25-23 |       |       | 75-65            |         |
| 21-08-15 | Italia | 2 - 3     | Irán           | 25-17 | 25-22 | 20-25 | 20-25 | 11-15 | 101-104          |         |
| 21-08-15 | China  | 0 - 3     | Polonia        | 19-25 | 17-25 | 22-25 |       |       | 58-75            |         |
| 21-08-15 | Brasil | 1 - 3     | Argentina      | 24-26 | 25-21 | 22-25 | 20-25 |       | 91-97            |         |

### Definición puestos 5°-8°
| Fecha    |        | Resultado |                | Set   | Set   | Set   | Set   | Set   | Puntuación Total | Reporte |
| Fecha    | 1      | Resultado | 2              | 3     | 4     | 5     |       |       | Puntuación Total | Reporte |
| -------- | ------ | --------- | -------------- | ----- | ----- | ----- | ----- | ----- | ---------------- | ------- |
| 22-08-15 | Italia | 3 - 0     | China          | 25-16 | 25-17 | 26-24 |       |       | 76-57            |         |
| 22-08-15 | Brasil | 3 - 2     | Estados Unidos | 25-21 | 22-25 | 25-22 | 15-25 | 15-10 | 102-103          |         |

### Séptimo Puesto
| Fecha    |        | Resultado |                | Set   | Set   | Set   | Set | Set | Puntuación Total | Reporte |
| Fecha    | 1      | Resultado | 2              | 3     | 4     | 5     |     |     | Puntuación Total | Reporte |
| -------- | ------ | --------- | -------------- | ----- | ----- | ----- | --- | --- | ---------------- | ------- |
| 23-08-15 | Italia | 0 - 3     | Estados Unidos | 21-25 | 23-25 | 15-25 |     |     | 59-75            |         |

### Quinto Puesto
| Fecha    |        | Resultado |        | Set   | Set   | Set   | Set | Set | Puntuación Total | Reporte |
| Fecha    | 1      | Resultado | 2      | 3     | 4     | 5     |     |     | Puntuación Total | Reporte |
| -------- | ------ | --------- | ------ | ----- | ----- | ----- | --- | --- | ---------------- | ------- |
| 23-08-15 | Italia | 3 - 0     | Brasil | 25-20 | 25-22 | 25-21 |     |     | 75-63            |         |

### Semifinales
| Fecha    |       | Resultado |           | Set   | Set   | Set   | Set   | Set   | Puntuación Total | Reporte |
| Fecha    | 1     | Resultado | 2         | 3     | 4     | 5     |       |       | Puntuación Total | Reporte |
| -------- | ----- | --------- | --------- | ----- | ----- | ----- | ----- | ----- | ---------------- | ------- |
| 22-08-15 | Rusia | 2 - 3     | Argentina | 22-25 | 25-20 | 25-23 | 21-25 | 11-15 | 104-108          |         |
| 22-08-15 | Iran  | 1 - 3     | Polonia   | 25-18 | 21-25 | 20-25 | 22-25 |       | 88-93            |         |

### 3° Puesto
| Fecha    |       | Resultado |      | Set   | Set   | Set   | Set   | Set | Puntuación Total | Reporte |
| Fecha    | 1     | Resultado | 2    | 3     | 4     | 5     |       |     | Puntuación Total | Reporte |
| -------- | ----- | --------- | ---- | ----- | ----- | ----- | ----- | --- | ---------------- | ------- |
| 23-08-15 | Rusia | 1 - 3     | Irán | 25-17 | 26-28 | 25-16 | 25-23 |     | 101-84           |         |

### Final
| Fecha    |           | Resultado |         | Set   | Set   | Set   | Set   | Set  | Puntuación Total | Reporte |
| Fecha    | 1         | Resultado | 2       | 3     | 4     | 5     |       |      | Puntuación Total | Reporte |
| -------- | --------- | --------- | ------- | ----- | ----- | ----- | ----- | ---- | ---------------- | ------- |
| 23-08-15 | Argentina | 2 - 3     | Polonia | 25-22 | 23-25 | 30-28 | 18-25 | 7-15 | 103-115          |         |

### Posiciones Generales
| Pos | Equipo         |
| --- | -------------- |
|     | Polonia        |
|     | Argentina      |
|     | Irán           |
| 4   | Rusia          |
| 5   | Italia         |
| 6   | Brasil         |
| 7   | Estados Unidos |
| 8   | China          |
| 9   | Turquía        |
| 10  | Cuba           |
| 11  | Francia        |
| 12  | Bulgaria       |
| 13  | Alemania       |
| 14  | México         |
| 15  | Japón          |
| 16  | Chile          |
| 17  | Bélgica        |
| 18  | China Taipéi   |
| 19  | Puerto Rico    |
| 20  | Egipto         |